# Péterfi Márton
Péterfi Márton (Borosjenő, 1875. február 1. – Kolozsvár, 1922. január 30.) erdélyi magyar biológus, természettudományi író. Péterfi István apja.

## Életútja
Tanítóképzőt végzett Déván (1895). Itt, a csángótelepi iskolában kezdte tanítói pályáját, majd Kolozsvárt a monostori elemi iskolában tanított (1906–09). Innen került az kolozsvári egyetem növénytani intézetébe mint múzeumi segédőr, ahol a hatalomváltozás után is megmaradt haláláig. Szorgalmának és természetrajongásának köszönhetően fiatalon vált országszerte, s hamarosan Európa-szerte ismert biológussá (mohásszá).

## Munkássága
Első dolgozatai a Déva környéki lombosmohákra vonatkoztak (1896-1904), tíz év alatt azonban kutatásait egész Erdélyre, sőt a Kárpátokon túli területekre is kiterjesztette. Új moha-fajokat is fedezett fel, így a pártfogójáról, Hazslinszky Frigyes akadémikusról elnevezett Bryum hazslinszkyanum-ot vagy a Catharinaea pallida-t. Munkássága eredményeként jött létre a kolozsvári egyetem Növénytani Múzeumának mohagyűjteménye, a Briophyta Regni Hungariae, majd munkatársai hozzájárulásával a herbárium, a Flora Romaniae Exsiccata.
Maradandó hozzájárulása a virágos növények tanulmányozásához is. Vizsgálódásainak már a kezdeti éveiben társszerzője volt Mallász János; A virágoknak és a rovaroknak a beporzásban nyilvánuló kölcsönössége című szakmunkáért együtt nyerték el a Magyar Természettudományi Társulat Bugát-díját (1903). Az általa leírt vagy felfedezett, de mások által róla elnevezett virágos növényfajokkal (Astraglus Péterfii; Centaurea Péterfii) gyarapította Erdély flórájának ismeretét. Tiszteletére még egy új rovarfajt is elneveztek (Otiorrhynchus Péterfii).
Az első világháború után jelent meg Adatok Erdély flórájához (Kolozsvár, 1918) és az Adatok Déva flórájához (Kolozsvár, 1926) című munkája. Hét kézirata kiadatlan.